# Onosma confertum
Onosma confertum är en strävbladig växtart som beskrevs av W. W. Smith. Onosma confertum ingår i släktet Onosma och familjen strävbladiga växter. Inga underarter finns listade i Catalogue of Life.